# Функция на потреблението
Функция на потреблението е математическа функция, използвана в икономиката, за да се характеризира поведението на потребителя да спестява и потребява. Факторите, от които зависи, са жизненият стандарт на потребителя, неговите очаквания, цената на благото, поведението на бизнеса и държавата.
Предложена е от Джон Мейнард Кейнс и е описана в книгата му „Обща теория на заетостта, лихвата и парите“ (1936).